# Cualac tessellatus
El cachorrito de Media Luna (Cualac tessellatus) es una especie de pez actinopeterigio de agua dulce, la única del género monotípico Cualac de la familia de los ciprinodóntidos.
Son peces de pequeño tamaño con una longitud máxima descrita de 8 cm. Su pesca carece de interés para alimentación, pero es una especie de interés comercializada para acuariofilia, apreciada por ser muy fácil su mantenimiento en el acuario.

## Distribución y hábitat
Se distribuye por ríos de América del Norte, endémico de las cuencas fluviales de San Luis Potosí (México), área en la que se encuentra en peligro de extinción. En su hábitat natural es omnívoro y bentopelágico, prefiriendo el sustrato rocoso o grava con vegetación. En acuario conviene un pH de 7,2 y una temperatura del agua de unos 28 °C.